# Bombardowanie Rotterdamu
Bombardowanie Rotterdamu (także Rotterdam Blitz) – nalot na Rotterdam przeprowadzony przez Luftwaffe 14 maja 1940 roku podczas kampanii holenderskiej, która stanowiła część kampanii francuskiej.

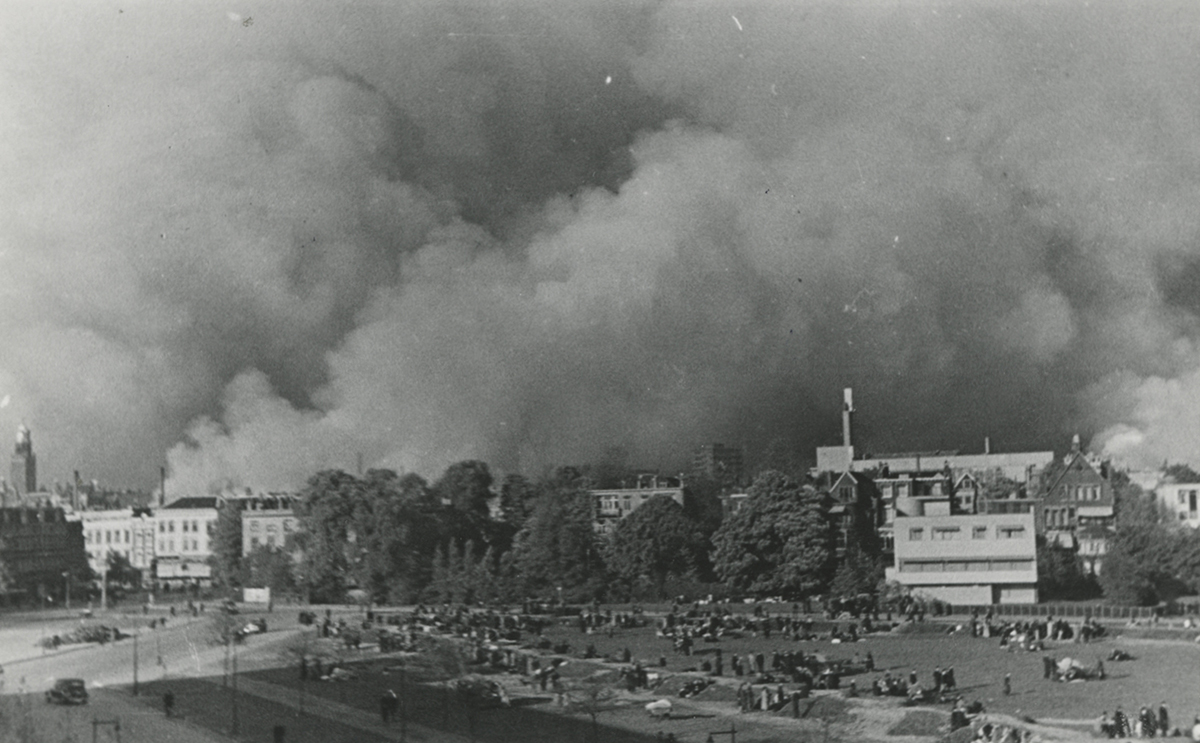
Mieszkańcy Rotterdamu obserwują bombardowanie miasta 14 maja 1940. Po prawej stronie widać willę Huis Sonneveld, architekt Leendert van der Vlugt (1933), arcydzieło modernizmu wpisano do rejestru zabytków w 1986. Dom służył jako punkt pierwszej pomocy.

Inwazja na Holandię rozpoczęła się 10 maja. Niemcy spodziewali się, że złamią opór Holendrów w jeden dzień, jednak wojska holenderskie stawiły większy opór, niż się spodziewano. Niemcy zaplanowali ofensywę na 14 maja, w jej skład wchodził nalot dywanowy na wybrane cele. Celem nalotu było wsparcie niemieckich jednostek walczących w mieście, złamanie lokalnego oporu i zmuszenie Holandii do kapitulacji.
Dowodzący niemieckimi jednostkami generał Hans Schmidt wystosował ultimatum do Holendrów, informując ich o planie bombardowania Rotterdamu. Holendrzy zgodzili się na podjęcie rokowań i bombowce zostały odwołane, jednak 50-60 bombowców He 111 z ok. 100 nie dostrzegło czerwonej flary informującej o odwołaniu ataku.
Bombowce zrzuciły 97 ton bomb, w większości na centrum miasta, niszcząc obszar o powierzchni ok. 2,5 km², wywołując liczne pożary i powodując śmierć ok. 1000 mieszkańców. Operacja okazała się skuteczna; Holandia nie miała możliwości powstrzymania niemieckich bombowców i po ocenie sytuacji oraz otrzymaniu niemieckiego ultimatum bombardowania innych miast skapitulowała tego samego dnia.
Bombardowanie Rotterdamu wywołało zmianę polityki i strategii brytyjskiej. Do tej pory Wielka Brytania unikała bowiem bombardowania Niemiec, lecz oświadczyła wcześniej, że jeśli Niemcy będą kontynuować ataki na cele cywilne, polityka ta ulegnie zmianie. Dzień po bombardowaniu Rotterdamu, w nocy z 15 na 16 maja, Royal Air Force przeprowadziło pierwszy (nocny) nalot na obszar Zagłębia Ruhry.